# Biotopo Valsura
Il Biotopo Valsura (in tedesco Biotop Falschauer) è un'area naturale protetta dell'Alto Adige istituita nel 1987.
Occupa una superficie di 33,45 ha alla confluenza del torrente Valsura (in tedesco Falschauer) con l'Adige presso Lana nella provincia autonoma di Bolzano.